# Fiona Ayerst
Fiona Ayerst (1965. szeptember 20. –)  dél-afrikai tengeralatti fotós, természetvédelmi szakértő, aki a tengeri élővilág, különösen a cetcápák kutatásában szerzett nemzetközi hírnevet. Ayerst hosszú évek óta dolgozik a tengerbiológia területén, és munkássága jelentős hatással volt a cetcápák tudományos megértésére. Ő volt az egyik első kutató, aki komoly figyelmet fordított a cetcápák életmódjának, viselkedésének és migrációs mintáinak feltérképezésére.
Ayerst munkájának középpontjában a cetcápák viselkedésének és ökológiájának megértése állt, különös figyelmet fordítva az állatok táplálkozási szokásaira, vándorlásukra és élőhelyeikre. Kutatásai segítettek jobban megérteni ezen hatalmas tengeri állatok életét, és hozzájárultak a cetcápák védelméhez is. Ayerst egyik legnagyobb érdeme, hogy ő alapította azokat a kutatási projekteket és védelmi kezdeményezéseket, amelyek ezeknek a fajoknak az élőhelyeinek megóvására irányultak.
Tudományos munkáján kívül Fiona Ayerst aktívan részt vett a tengeri élővilág védelmében végzett nemzetközi erőfeszítésekben is. Munkája hozzájárult a tengeri biológia és az ökológiai kutatás fejlődéséhez, különösen a nagy tengeri állatok, mint a cetcápák védelmére irányuló kezdeményezések terén. Ayerst kutatásaival nemcsak a tudományos közösség, hanem a természetvédelmi szervezetek és az általános közvélemény számára is fontos tanulságokat nyújtott, és segített felhívni a figyelmet a tengeri ökoszisztémák védelmének fontosságára.
Fiona Ayerst munkássága széles körben elismert, és a tengeri biológia és a természetvédelem területén elért eredményei hozzájárultak a tudományos közösség és a közvélemény számára egyaránt a tengeri élővilág, különösen a cetcápák védelmére tett erőfeszítések előmozdításához.

## Fordítás
Ez a szócikk részben vagy egészben  a   Fiona Ayerst című angol Wikipédia-szócikk ezen változatának fordításán alapul.  Az eredeti cikk szerkesztőit annak laptörténete sorolja fel. Ez a jelzés csupán a megfogalmazás eredetét és a szerzői jogokat jelzi, nem szolgál a cikkben szereplő információk forrásmegjelöléseként.